# 雕齒甲龍屬
雕齒甲龍屬（學名：Glyptodontopelta）是甲龍亞目的一屬恐龍，生存於上白堊紀的北美洲。牠的化石在美國新墨西哥州發現。牠的學名的意思是「雕齒獸的裝甲」。
正模標本（編號USNM 8610）只有數塊平坦鱗甲（皮內成骨），發現於美國新墨西哥州的白楊山組（Ojo Alamo Formation）地層，地質年代相當於坎潘階到馬斯垂克階。模式種是模仿雕齒甲龍（G. mimus）是在2000年由Tracy Ford描述、命名。由於只有發現一些鱗甲，在2004年的甲龍類研究中，牠被認為是甲龍類的一個疑名。在2008年，Michael Burns等人認為其鱗甲型態已足夠判斷其有效性，並將其歸類於結節龍科，並提出發現於新墨西哥的南方埃德蒙頓甲龍（Edmontonia australis）是模仿雕齒甲龍的異名。

## 外部連結
- 恐龍博物館——雕齒甲龍
- https://web.archive.org/web/20070307052112/http://www.users.qwest.net/~jstweet1/ankylosauridae.htm